# Boćwiński Młyn
Boćwiński Młyn (Duits: Bodschwingken Mühle; 1938-1945: Herandstaler Mühle) is een plaats in het Poolse woiwodschap Ermland-Mazurië, in het district Gołdapski. De plaats maakt deel uit van de stad- en landgemeente Gołdap en telt 170 inwoners.